# Juan Manuel Llop
Juan Manuel Llop (Arroyo Dulce, 1 de junho de 1963) é um técnico de futebol e ex-futebolista argentino que atuava como meio-campista. Atualmente comanda o Deportivo Santo Domingo, equipe das divisões inferiores do Campeonato Equatoriano.

## Carreira como jogador
Llop jogou a maior parte de sua carreira como jogador no Newell's Old Boys, onde se profissionalizou em 1981 e jogou 399 partidas oficiais com a camisa dos Leprosos (365 pela primeira divisão do Campeonato Argentino) até 1994 (quando chegou a ser companheiro de equipe de Diego Maradona). Em 1984, atuou por empréstimo no Estudiantes de Río Cuarto. Pelo Newell's, o meia venceu 3 Campeonatos Argentinos, quando a equipe de Rosário vivia sua fase de ouro sob comando de José Yudica e Marcelo Bielsa.
Passou ainda por Estudiantes de La Plata, Quilmes e San Martín de Tucumán, onde parou de jogar aos 32 anos, em 1996.

## Carreira de treinador
Em 2001, Llop foi anunciado como novo técnico do Newell's Old Boys, substituindo Jorge Ribolzi, mas problemas com a diretoria causaram sua saída do cargo. Voltaria aos Leprosos na temporada 2017–18, após a passagem de Juan Pablo Vojvoda como interino.
No futebol argentino, treinou também Godoy Cruz, Banfield, Racing, Atlético Tucumán, Huracán, Atlético de Rafaela (2 passagens), Platense e Tristán Suárez. Fora de seu país, Llop comandou Tacuary, Libertad (ambos do Paraguai), Santiago Wanderers (Chile), Newell's Old Boys, Oriente Petrolero (ambos da Bolívia), Carlos A. Mannucci (Peru), Barcelona de Guayaquil, Manta e Deportivo Santo Domingo (todos do Equador), onde chegou em 2023.

## Títulos

### Como jogador
Newell's Old Boys
- Campeonato Argentino: 1987–88, 1990–91, Clausura 1992[3]

### Como treinador
Godoy Cruz
- Primera B Nacional: 2005–06